# Вместе (коалиция, Чехия)
«Вместе» (чеш. Spolu) — чешская правоцентриская политическая коалиция, состоящая из Гражданской демократической партии (ODS), KDU-ČSL и TOP 09. Была основана 27 октября 2020 года с целью участия в парламентских выборах в октябре 2021 года. После победы на выборах коалиция образовала правительство во главе с Петром Фиалой с участием кандидатов от «Пиратов и Старост».

## История

### Предшественники
До создания коалиции «Вместе» чешская политическая сцена уже имела опыт в создании больших партийных коалиций. Первой подобной коалицией стал Национальный фронт, который после Второй мировой войны объединил все левоцентристские и левые партии. Вскоре Национальный фронт стал ширмой для создания видимости многопартийности в Чехословакии. Аналогичным примером может являться и Гражданский форум. Вскоре после Бархатной революции и до и после проведения первых свободных выборов в 1990 году внутри форума стали образовываться новые партии и или их предшественники. Среди них были Гражданское движение (OH), Гражданский демократический альянс (ODA), Гражданская демократическая партия (ODS), Ромская демократическая партия и другие. Вскоре после политического кризиса в конце 90-х годов была образована «Четырёхпартийная коалиция» (чеш. Čtyřkoalice), в которую вошли KDU-ČSL, Союз свободы (US), Гражданский демократический альянс (ODA) и Демократический союз (DEU). Данная коалиция ставила своей целью противостояние «олигархическим и недемократическим тенденциям» во время правления правительства Милоша Земана при тихой поддержке ODS. Коалиции удалось достичь ряда успехов на выборах в Сенат в 1998 и 2000 году, однако в связи с финансовыми проблемами Демократический союз объединился с Союзом свободы в Союз свободы — Демократический союз (US-DEU), а ODA не пустила к парламентским выборам KDU-ČSL. Таким образом к 2002 году четырёхкоалиция стала просто «Коалицией» и не достигла желаемого успеха на парламентских выборах. Вскоре коалиция перестала существовать.

### Основание
Перед и после парламентских выборов в октябре 2017 года появлялись идеи создания «Коалиции правоцентристских партий». Одно из первых предложений высказал председатель TOP 09 Мирослав Калоусек, однако в связи с большой непопулярностью политика и медиа-атакам на него со стороны Андрея Бабиша, данное предложение осталось лишь теорией. В начале весны 2017 года KDU-ČSL совместно с движением Старосты и независимые (STAN) заявили о создании коалиции «Народники и Старосты» (чеш. Lidovci a Starostové), однако ближе к лету опросы показали, что коалиция рискует не получить необходимые 10% для прохождения барьера для двухпартийной коалиции. В результате чего обе партии распустили коалицию в начале лета и стали готовиться к выборам самостоятельно. Движение STAN получило поддержку от региональных движений (напр. SLK) и SNK Европейские демократы. На тех же выборах TOP 09 получила поддержку от малых маргинальных партий — Либерально-экологическая партия Чехии, Чешская Корона (монархическая партия Чехии, Моравии и Силезии), Консервативной партии и KAN. Призывы к объединению, совместной работе, созданию коалиций постепенно становились всё сильнее. Ассоциация «Миллион мгновений» публично призывала демократических политиков и активистов к тесному сотрудничеству и объединению. Предполагалось создание большой четырёхпартийной коалиции, состоящей из ODS, TOP 09, KDU-ČSL и движения STAN. Однако в течение 2020 года это движение стало больше склоняться к сотрудничеству с Чешской пиратской партией.
Перед региональными выборами в октябре 2020 года демократические партии объединились в разных краях Чехии с целью проверить возможное сотрудничество и консолидацию электората. Вскоре после выборов началось официальное обсуждение создания новой коалиции для парламентских выборов. 25 октября руководство ODS дало добро на создание коалиции с TOP 09 и KDU-ČSL. Двумя днями позже председатели трёх партий Петр Фиала, Мариан Юречка и Маркета Пекарова Адамова подписали меморандум о сотрудничестве и объявили о формировании коалиции. Единым кандидатом на пост премьер-министра являлся председатель ODS Петр Фиала. 11 ноября партии объявили, что ODS выдвинет лидеров в 9 регионах, KDU-ČSL в трёх регионах и TOP 09 в двух регионах. Изначально коалицию в СМИ называли «Тройственной коалицией» (чеш. Trojkoalice), 9 декабря 2020 года было объявлено, что коалиция будет называться «ВМЕСТЕ».

### Предвыборная кампания
9 декабря 2020 года коалиция представила основные пункты своей будущей предвыборной программы и первоначальную кампанию и логотип. Коалиция отказалась сотрудничать с движением ANO 2011 на правительственном уровне, о чем лидер коалиции Петр Фиала заявил журналистам в декабре 2020 года. Он был вынужден повторять это заявление из-за непрекращающихся спекуляций вплоть до окончания выборов. 11 апреля 2021 года председатели партий подписали коалиционное соглашение и представили новый логотип коалиции. В программу коалиции входили пункты: сосредоточение на борьбе с государственным долгом, улучшение системы образования, укрепление позиции страны в западных демократических структурах. 

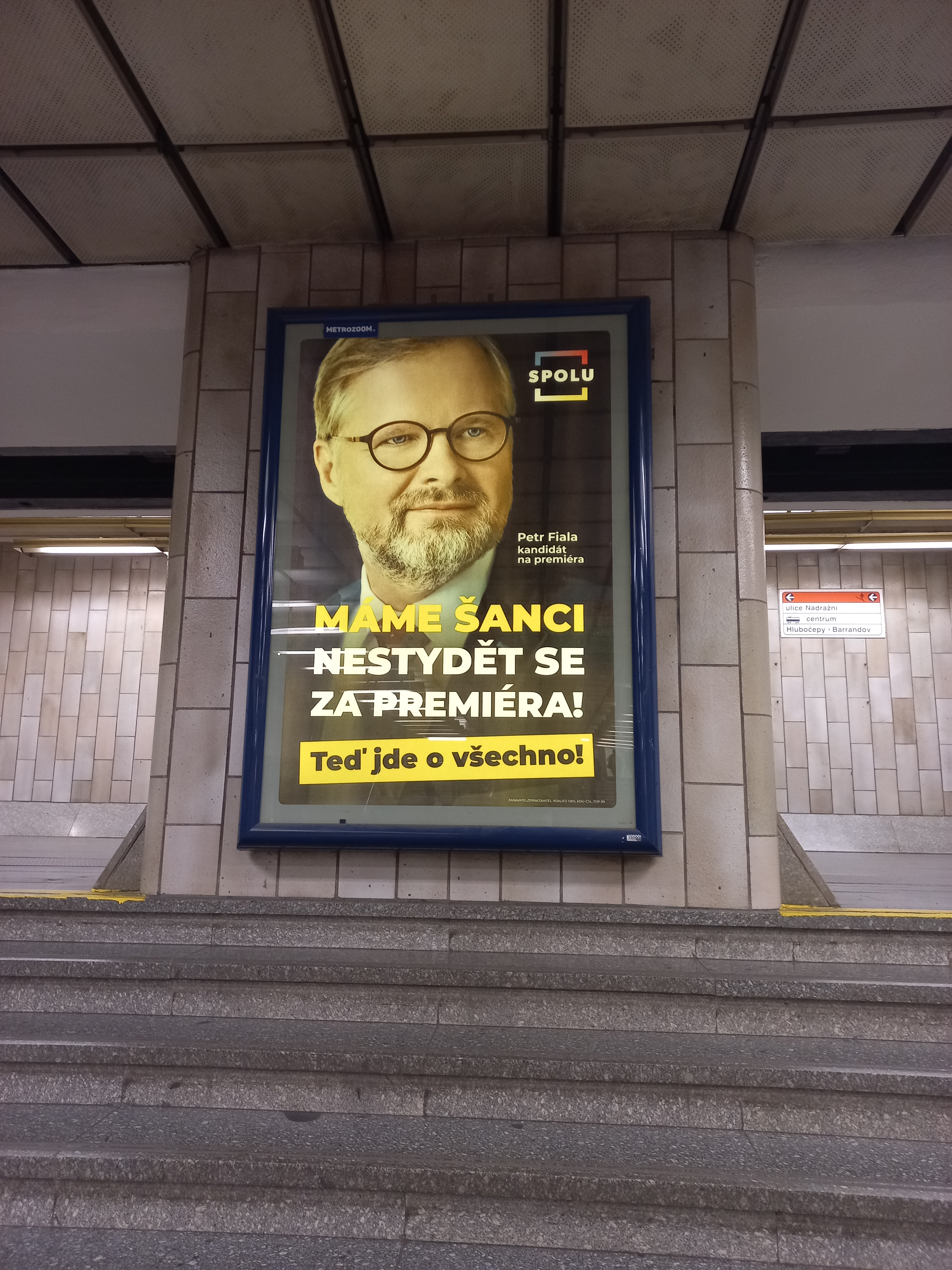
Агитационный плакат, сентябрь 2021

В мае 2021 года депутат Доминик Фери представил кампанию для молодых избирателей под названием «У меня есть голос» (чеш. Mám hlas), которая была частью кампании коалиции. Однако вскоре после появления информации о неоднократных сексуальных домогательствах, включая подозрения в изнасиловании, предположительно совершенных Фери, эта кампания была свёрнута, и разработка и реализации кампании для молодых избирателей была поручена молодёжным организациям трёх партий. Главой единого избирательного штаба коалиции был первый заместитель председателя ODS Збынек Станюра, его заместителями был сенатор и первый заместитель председателя TOP 09 Томаш Чернин и депутат Европейского парламента от KDU-ČSL Томаш Здеховский.

### Правительство
Вечером после выборов 9 октября представители коалиции встретились с представителями коалиции «Пиратов и Старост» и подписали меморандум о формировании коалиционного правительства. Стороны также обязались не сотрудничать с другими партиями. Хотя обе коалиции имели большинство голосов в нижней палате парламента, 10 октября президент Милош Земан встретился с Андреем Бабишем, чтобы предложить ему возможность сформировать новое правительство. 15 октября 2021 года Андрей Бабиш заявил, что не примет это предложение, и что движение ANO 2011 уходит в оппозицию. Поручение президентом Петра Фиалы на формирование правительства осложнялось ещё и тем, что Милоша Земана на несколько недель госпитализировали в Центральный военный госпиталь в Праге. 8 ноября представители коалиция подписала коалиционное соглашение с коалицией «Пиратов и Старост». Поручение Петра Фиалы на формирование правительства затягивалось, изначально оно было запланировано на 26 ноября, но из-за заражения президента коронавирусом оно состоялось лишь через два дня. Назначение произошло нетрадиционно в Ланском замке (вместо Пражского града), президент и назначенный премьер-министр находились в одном помещении, но были разделены оргстеклом. Таким образом, спустя более чем восемь лет председатель ODS вновь занял пост премьер-министра страны. 17 декабря было назначено всё правительство (за исключением министра сельского хозяйства Зденека Некулы, которому пришлось ждать назначения до 3 января 2022 года из-за заражения коронавирусом). Коалиции достались министерство финансов, министерство труда и социальной защиты, министерство обороны, министерство юстиции, министерство сельского хозяйства, министерство окружающей среды, министерство транспорта, министерство здравоохранения, министерство культуры, был воссоздан пост министра без портфеля по вопросам науки, исследований и инноваций, а также пост премьер-министра.

### Муниципальные и сенаторские выборы
В ноябре 2021 года Петр Фиала заявил, что желает продолжения существования коалиции, и чтобы она выступила едино на выборах в Сенат и муниципальных выборах 2022 года. 14 июня 2022 года коалиция объявила, что выдвинет или поддержит 19 кандидатов на выборах в Сенат. Несмотря на желание партийного-коалиционного руководства, коалиции на муниципальных выборах были лишь в некоторых крупных городах и населённых пунктах страны, среди них была Прага, Острава и Пльзень.

### Президентские выборы
4 октября 2022 года коалиция заявила, что не будет выдвигать собственного кандидата на президентских выборах 2023 года, чтобы не раскалывать голоса. Перед первым туром коалиция решила поддержать трёх независимых кандидатов: Петра Павла, Дануше Нерудову и Павла Фишера. Во втором туре коалиция поддержала Петра Павла.

## Члены коалиции
| Партия | Партия | Партия  | Идеология                                                      | Позиция                 | Лидер                                                          |
| ------ | ------ | ------- | -------------------------------------------------------------- | ----------------------- | -------------------------------------------------------------- |
|        |        | ODS     | либеральный консерватизм, умеренный евроскептицизм             | Правая, правоцентризм   | Петр Фиала                                                     |
|        |        | KDU-ČSL | христианская демократия, социальный консерватизм, проевропеизм | центризм, правоцентризм | Мариан Юречка (до октября 2024) Марек Выборны (с октября 2024) |
|        |        | TOP 09  | либеральный консерватизм, проевропеизм                         | правоцентризм           | Маркета Пекарова Адамова                                       |

## Результаты на выборах

### Выборы вПалату депутатов Парламента Чешской Республики

Результаты выборов в районах Чехии, 2021

| Год  | Голоса    | Голоса | Изменения | Изменения | Мандаты   | +/-  | Правительство |
| Год  | Голоса    | %      | Голоса    | %         | Мандаты   | +/-  | Правительство |
| ---- | --------- | ------ | --------- | --------- | --------- | ---- | ------------- |
| 2021 | 1 493 905 | 27,79  | Впервые   | Впервые   | 71 из 200 | ▲ 29 | Да            |
| 2025 |           |        |           |           | 0 из 200  |      |               |

### Выборы вСенат Чехии
| Год  | Первый тур | Первый тур | Второй тур | Второй тур | Мандаты  | Мест в Сенате | +/-     |
| Год  | Голоса     | %          | Голоса     | %          | Мандаты  | Мест в Сенате | +/-     |
| ---- | ---------- | ---------- | ---------- | ---------- | -------- | ------------- | ------- |
| 2022 | 360 539    | 35,5       | 229 784    | 47,9       | 19 из 27 | 42 из 81      | Впервые |

### Выборы вЕвропейский парламент
| Год  | Голоса  | Голоса | Изменения | Изменения | Мандаты | +/-     |
| Год  | Голоса  | %      | Голоса    | %         | Мандаты | +/-     |
| ---- | ------- | ------ | --------- | --------- | ------- | ------- |
| 2024 | 344 885 | 14,54  | Впервые   | Впервые   | 6 из 21 | Впервые |

## Логотип

Логотип коалиции (2021—2025)
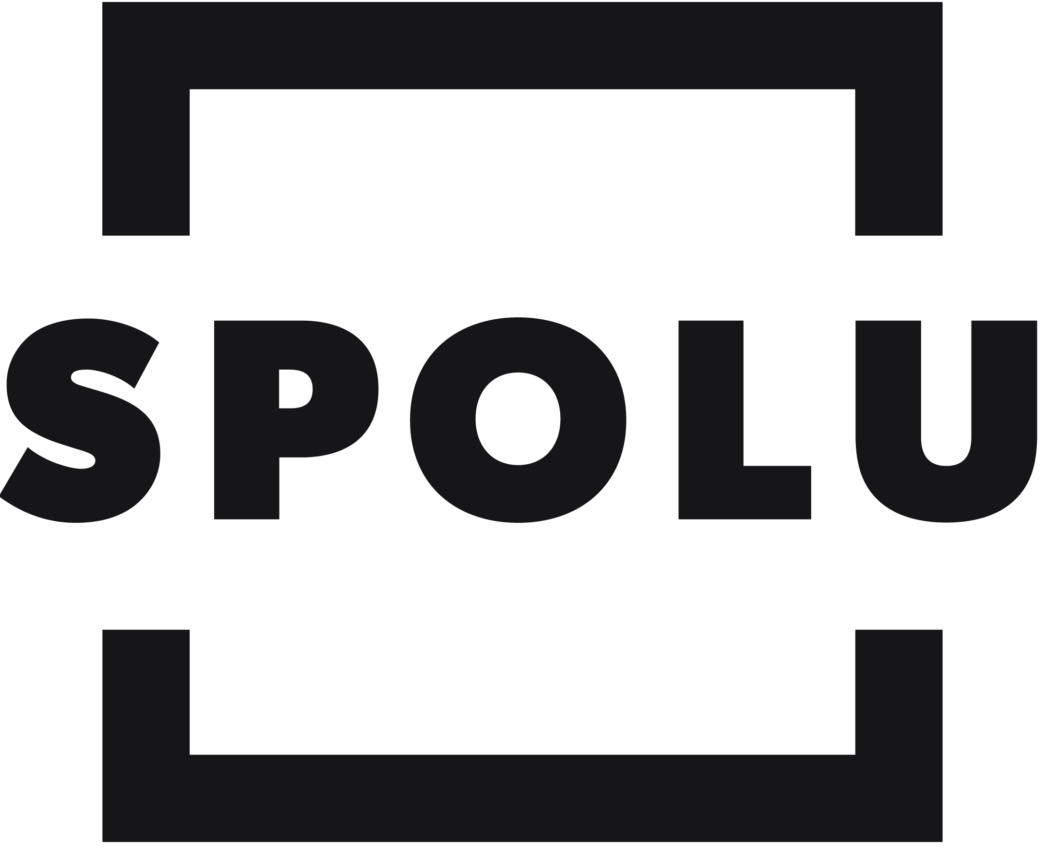
Логотип коалиции (2025)